# Hans Kratzer
Hans Kratzer (*  1957 in Niederbayern) ist ein deutscher Redakteur, Journalist und Autor.

## Leben und Arbeit
Kratzer war Lehrer am Luitpold-Gymnasium in Wasserburg am Inn und am Maximilian-von-Montgelas-Gymnasium in Vilsbiburg für die Fächer Sport, Theologie, Geschichte und Volkskunde.
Seit 1992 ist er Redakteur bei der Süddeutschen Zeitung. Dort schreibt Kratzer vor allem über die bayerische Kultur und Sprache. In der wiederkehrenden Kolumnen-Serie Kratzers Wortschatz klärt er über in Vergessenheit geratende Begriffe des bairischen Dialekts auf.
Er war mit seinem SZ-Kollegen Sebastian Beck Kurator der Ausstellung „Zeitlang. Unbekanntes Bayern“ die 2020 im Haus der Bayerischen Geschichte in Regensburg und 2021 im Literaturhaus München zu sehen war.
Am 5. Juli 2023 wurde ihm durch den Ministerpräsidenten Markus Söder der Bayerische Verdienstorden für sein meisterhaftes Beleuchten der bayerischen Kultur und Sprache in unverwechselbarem Stil verliehen.
Er ist Mitglied des Schriftstellervereins Münchner Turmschreiber.
Kratzer lebt in Velden (Landkreis Landshut).

## Werke
- Hans Kratzer: Ausgesprochen bairisch. von Mongdratzerln, Tschamsterern und anderen sprachlichen Kostbarkeiten. Süddeutsche Zeitung Edition, München 2012, ISBN 978-3-86497-075-7.
- Kilian Blees, Hans Kratzer: Bayern. Land im Herzen Europas. Hrsg.: Bayerische Staatskanzlei. Schnell & Steiner, Regensburg 2015, ISBN 978-3-7954-2945-4.
- Sebastian Beck, Hans Kratzer: Zeitlang. Erkundungen im unbekannten Bayern. Süddeutsche Zeitung Edition, München 2018, ISBN 978-3-86497-489-2.

## Auszeichnungen
- 2000: Theodor-Wolff-Preis für den Essay „Europa und Erding“[7]
- 2017: Bayerischer Janus (überreicht durch Bernd Sibler)[2]
- 2023: Dieter-Wieland-Preis des Bayerischen Landesvereines für Heimatpflege[8]
- 2023: Bayerischer Verdienstorden[6]